# Henschel Typ E 800
Die normalspurigen Tenderlokomotiven Henschel Typ E 800 von Henschel waren laufachslose Dampflokomotiven für den Werkbahnbetrieb, sie waren die Weiterentwicklung der Henschel Typ Gelsenkirchen aus dem Jahr 1933. Die Lokomotiven wurden zwischen 1950 und 1954 gebaut und waren bis Anfang der 1970er Jahre in Betrieb. Eine Lokomotive ist nicht erhalten geblieben.

## Geschichte
Die Lokomotiven wurden von denselben Werksbahnen wie der Typ Gelsenkirchen bestellt, da weiterer Bedarf an solchen Lokomotiven bestand.

### Harpener Bergbau
Die erste Lokomotive wurde mit der Fabriknummer 28464/1950 von der Harpener Bergbau AG in Dortmund bestellt. Sie erhielt die Nummer XXII. Sie war später bei der Zeche Hugo in Gelsenkirchen und bei der Ruhrkohle AG eingesetzt. 1972 wurde sie ausgemustert und verschrottet.

### Gelsenkirchener Bergwerks AG
Wie die Vorkriegsvariante setzte die Gelsenkirchener Bergwerks-AG auch drei Lokomotiven der Weiterentwicklung ein. Es waren aus dem Jahr 1951 die Lokomotiven mit den Fabriknummern 24844 und 24845, die die Bezeichnungen E6 und E7 trugen, sowie aus dem Jahr 1954 die Fabriknummer 25940, die Lokomotive erhielt die Bezeichnung E8. Durch den Strukturwandel waren die Loks nur noch etwa 20 Jahre in Betrieb, wurden 1972 ausgemustert sowie verschrottet.

## Konstruktion
Die Konstruktionsprinzipien der Lokomotiven entsprechen der Vorkriegsausführung des Typs Gelsenkirchen mit weiteren Erkenntnissen. Sie wurden in der Länge etwas vergrößert.
Unterschiedlich war der schon bei der KDL 5 verwendete Kessel mit einem Dampfdruck von 14 bar und einem geringfügig verkleinerten Rost. Dadurch wurde eine größere Zugkraft erreicht. Die Nachkriegskonstruktionen hatten einen bis zum zweiten Radsatz reichenden Wasserkasten, wodurch sich das Fassungsvermögen auf 9,5 m³ vergrößerte. Auch der Kohlenkasten war vergrößert worden.